# Montecristo (Zigarre)
Montecristo ist der Name einer Zigarrenmarke aus Kuba. Sie gehört zu den beliebtesten Habano-Marken weltweit.

## Geschichte

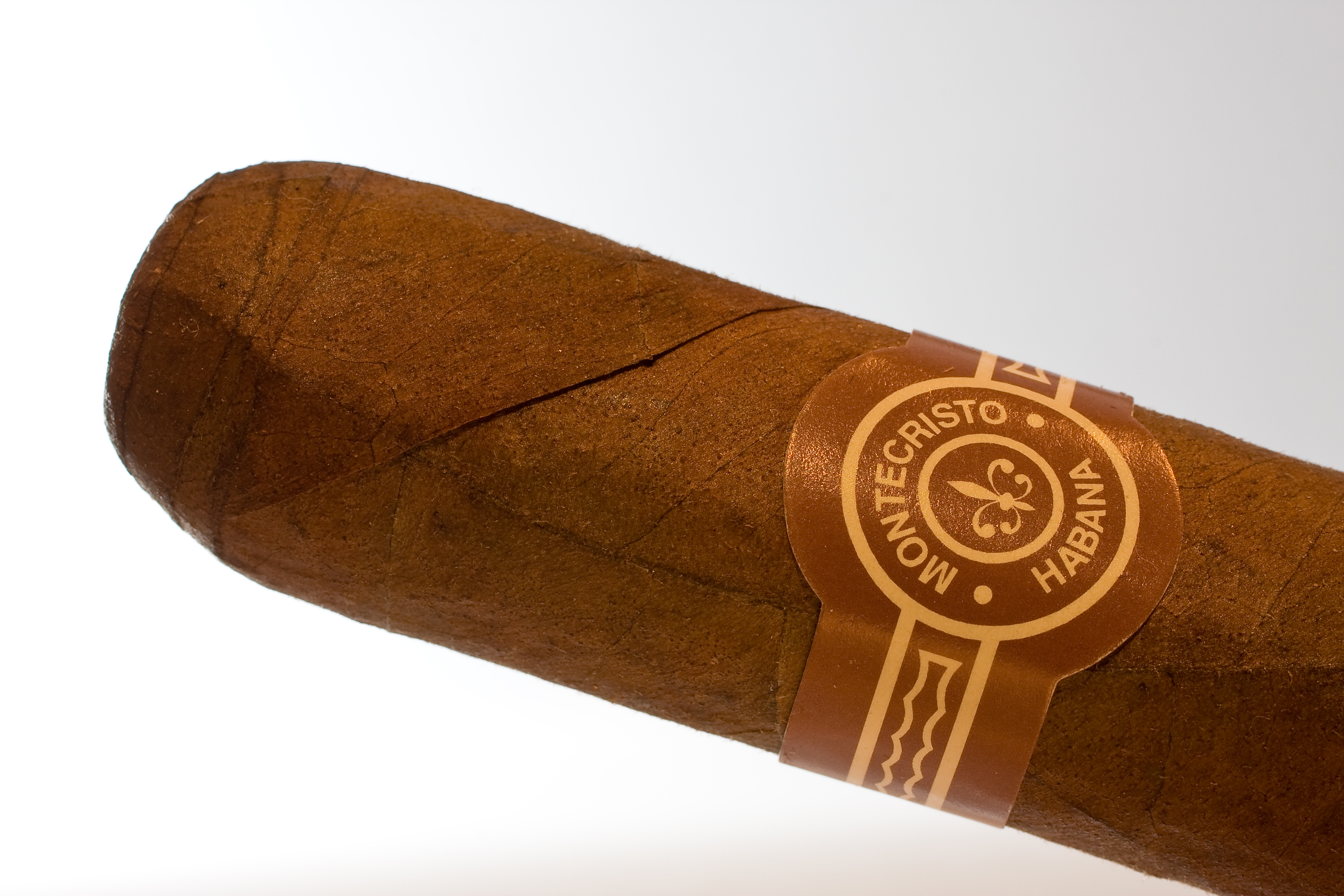
Montecristo-Zigarre

Die Zigarrenmarke wurde im Jahr 1935 von den Familien Menéndez und García gegründet, die jedoch nach der kubanischen Revolution und Fidel Castros Machtübernahme auf die Kanarischen Inseln auswanderten. Zu ihrer Bezeichnung soll die Marke gekommen sein, weil die Torcedores der Manufaktur H. Upmann, in welcher die Marke Montecristo um 1935 entstand, eine Vorliebe für den berühmten Roman Der Graf von Monte Christo des französischen Autors Alexandre Dumas hegten.
Ursprünglich gab es nur fünf Formate und auch diese nur in beschränkten Mengen. Als Dunhill die Montecristos als neue Marke in New York importierte, wuchs ihr Ruhm und sie wurde bei Geschäftsleuten und Politikern beliebt. Aufgrund der großen Vorräte in New York war sie auch nach Ausbruch des Zweiten Weltkrieges noch erhältlich, was weiter zu ihrem Erfolg beitrug.
In den 1980er-Jahren waren die Hälfte der verkauften Havanna-Zigarren Montecristos. Nach Ansicht einiger Experten scheint durch diese Überproduktion die Qualität etwas abgefallen zu sein, mit Ausnahme einiger größerer Formate.
Die Marke befindet sich heute in kubanischem Staatsbesitz. Seit 1994 gibt es von Consolidated Cigar eine gleichnamige Zigarre aus der Dominikanischen Republik.

## Herstellung

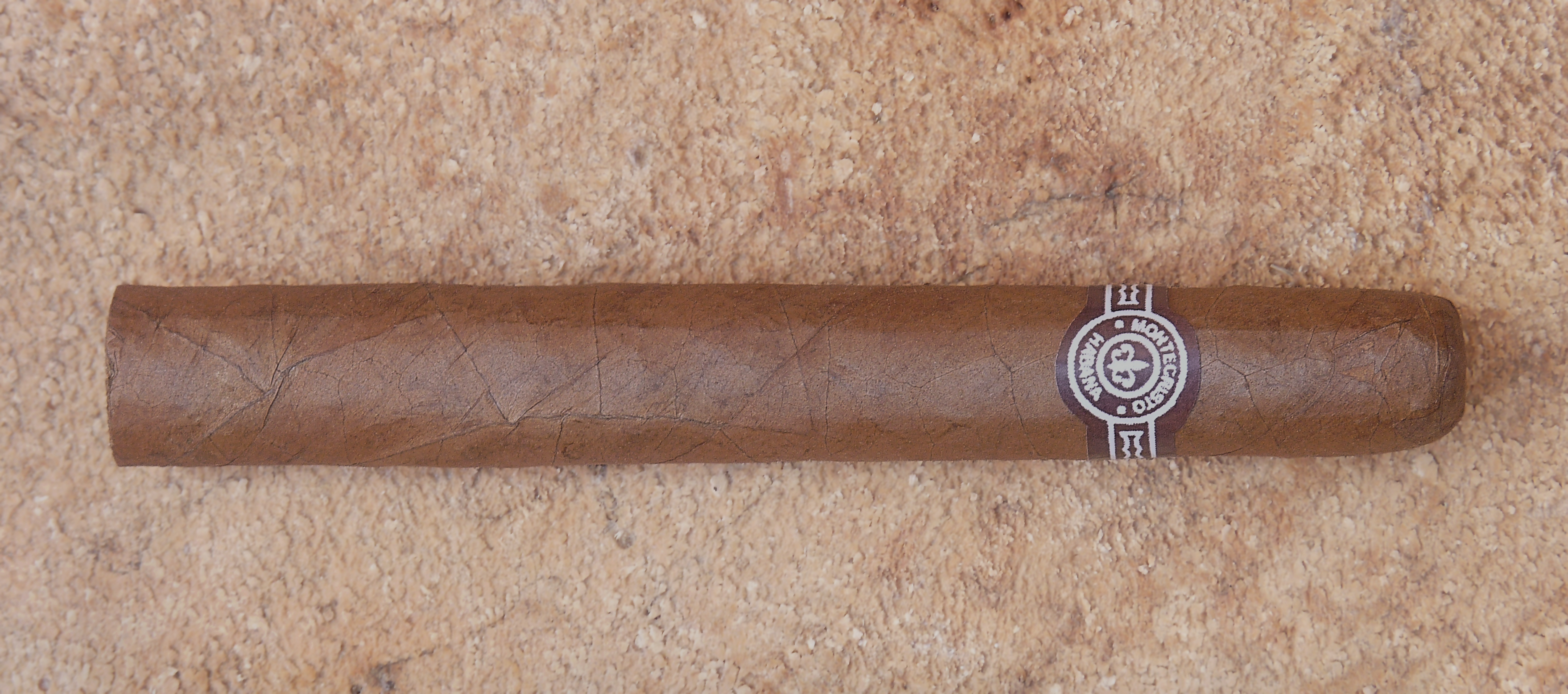
Montecristo Nummer 4

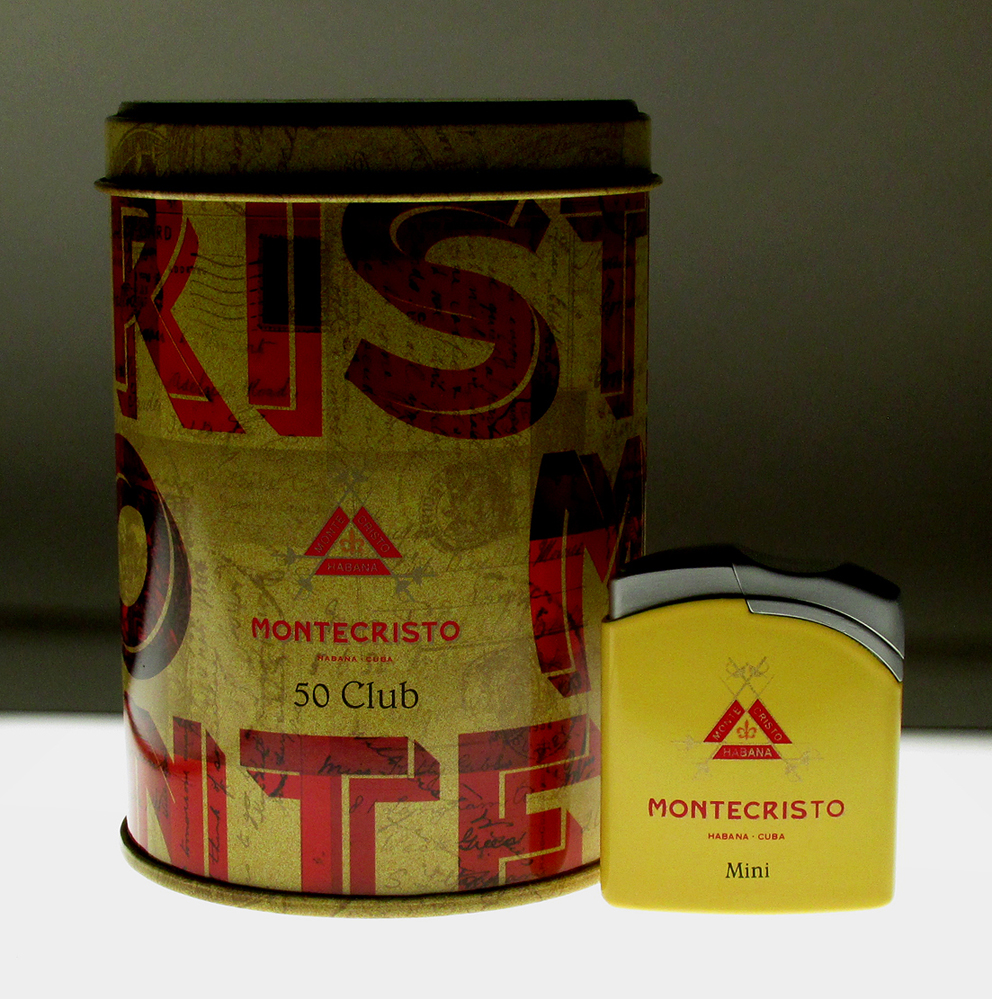
Montecristo Club.

Der Tabak besteht aus Blättern aus der Region Vuelta Abajo im Südwesten Kubas.
Um die Einlage zu formen, wird eine Methode verwendet, die der Zigarrenmacher José Manuel Gonzales entwickelte.
Die Zigarren werden in den Fabriken José Marti (früher H. Upmann, des deutschen Zigarrenfabrikanten Hermann D. Upmann), Laguita und Partagas hergestellt.
Die Montecristos haben ein typisches dunkles, leicht öliges Deckblatt und sind etwas milder als Cohibas.

## Formate (Auswahl)
| Handelsname   | Format            | Maße             |
| ------------- | ----------------- | ---------------- |
| Montecristo A | Royal Gran Corona | 235 mm × 18,5 mm |
| Edmundo       | Robusto           | 135 mm × 20,5 mm |
| No. 1         | Lonsdale          | 165 mm × 16,5 mm |
| No. 2         | Torpedo           | 156 mm × 20 mm   |
| No. 3         | Corona            | 142 mm × 17 mm   |
| No. 4         | Petit Corona      | 129 mm × 17 mm   |
| No. 5         | Petit Corona      | 102 mm × 16 mm   |